# Torrenticola rufoalba
Torrenticola rufoalba är en kvalsterart som beskrevs av Herbert Habeeb 1957. Torrenticola rufoalba ingår i släktet Torrenticola och familjen Torrenticolidae. Inga underarter finns listade i Catalogue of Life.